# Ian Pooley
Ian Pinnekamp (Magúncia, 1973), més conegut com a Ian Pooley, és un productor discogràfic i DJ alemany de música house i tech house amb influència brasilera. A més d'obres originals, Pooley ha remesclat artistes com Deee-Lite, The Cardigans, Daft Punk, Cirque du Soleil, Carl Cox i Bob Sinclar.
La carrera musical d'Ian Pooley va començar el 1993 quan, fascinat pels productors de Chicago i Detroit, va començar a compondre música house i techno i a punxar-la davant d'un públic divers. El 1998, Pooley va fer la seva única aparició al programa Essential Mix de BBC Radio 1, la qual comptava amb temes de Slam, Jeff Mills i produccions pròpies. El 2003 va fundar la seva pròpia companyia discogràfica, Pooled Music.

## Discografia

### Àlbums
- 1993 The Latest Adventures of Kool Killer, com a Space Cube
- 1995 Relations
- 1996 The Times
- 1998 Meridian
- 1999 The Allnighter/Calypso
- 2000 Since Then
- 2002 The IP Series
- 2004 Souvenirs
- 2005 A Subterranean Soundtrack
- 2008 In Other Words
- 2013 What I Do